# Grafeneck

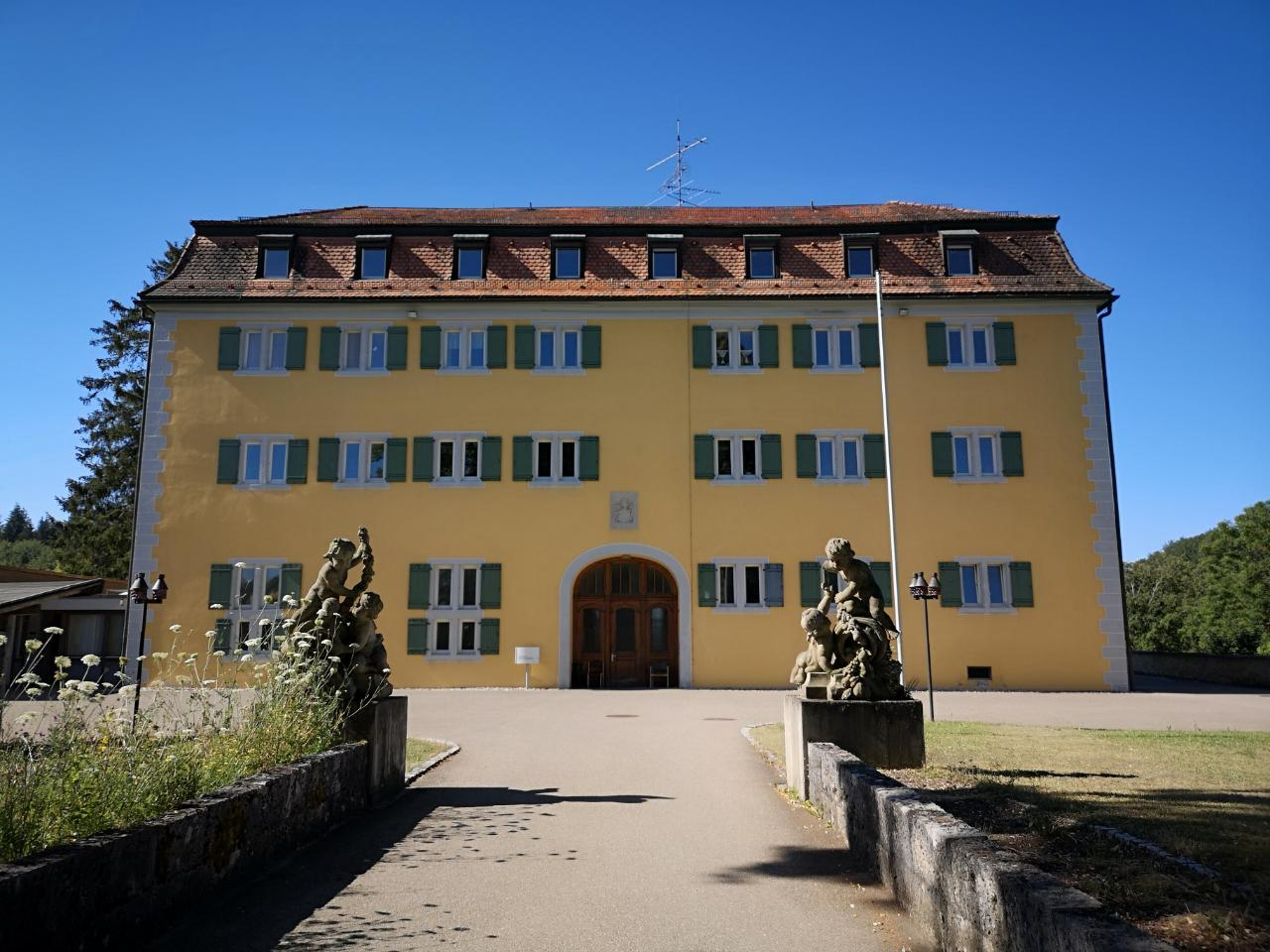
Grafenecks huvudbyggnad

Grafeneck är ett slott med tillhörande egendom i den tyska delstaten Baden-Württemberg. Under nazitiden användes slottet som ett så kallat eutanasiinstitut där drygt 10 000 sjuka och funktionsnedsatta personer mördades inom ramen för Aktion T4-programmet. 
Slottet hyste från 1929 ett hem för personer med funktionsnedsättning. Under hösten 1939 byggdes det om till en inrättning för avlivning av patienter som enligt den nazistiska idelogin levde "liv ovärdiga att leva" (tyska: Lebensunwertes Leben). Man gjorde om garage till enkla gaskammare som på ytan liknade duschrum, och i vilka läkare kunde leda in kolmonoxid som genererades av dieselmotorer. Även ett krematorium konstruerades. Verksamheten pågick från den 18 januari till den 13 december 1940.
Bland personalen vid Grafeneck återfanns Kurt Franz, Heinrich Gley, Lorenz Hackenholt, Willi Mentz, August Miete, Josef Oberhauser, Karl Alfred Schluch, Christian Wirth och Ernst Zierke.
Sedan 2005 finns i Grafeneck ett dokumentationscentrum till minne om offren. Det har mellan 15 000 och 20 000 årliga besökare.